# 楊鍾羲
楊鍾羲（1865年—1940年），原名钟广，字子勤，号梓勵、芷夝，又号雪桥、雪樵，内务府汉军正黄旗人。

## 生平
家族世居辽阳，原隶内务府满洲正黄旗，乾隆间改为内务府汉军正黄旗。光绪十一年乙酉（1885）顺天乡试举人，十五年己丑（1889）進士，同年五月，改翰林院庶吉士。光緒十六年四月，散館，授翰林院編修。光绪二十五年（1899年）保送知府，分发浙江，但未实授，改派外任时冠姓杨。二十七年入湖北巡抚端方幕府，三十一年任湖北襄阳府知府。三十二年入两江总督端方幕府，补授淮安府知府，三十四年任江宁府知府。出任光绪二十年（1894）顺天乡试同考官，二十一年（1895）会试同考官。諡文敬。